# 驫木站

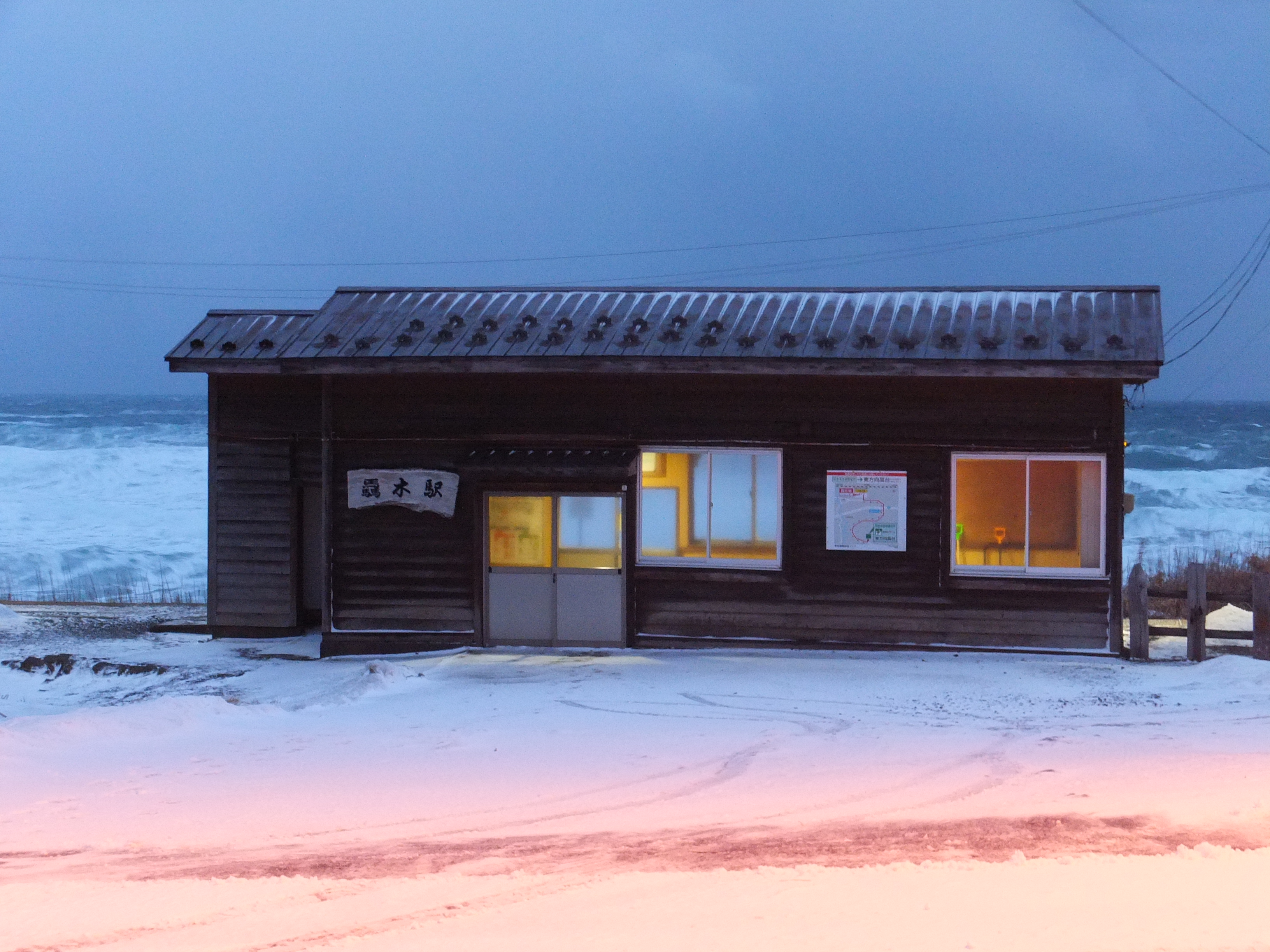
冬天的驫木站（2018年2月）

驫木站（日语：／ Todoroki eki */?）位于青森县深浦町大字驫木字扇田，是东日本旅客铁道（JR東日本）管辖的五能线上的鐵路車站。

## 历史
- 1934年11月13日 - 车站投入运营[1]。
- 1987年4月1日 - 国铁分割民营化后成为JR东日本车站。
- 2008年12月 - 新站房修缮工程竣工。
- 2010年4月1日 - 管理站由深浦站变更为五所川原站。

## 车站结构
单侧站台1台1线的地上车站。五所川原站管理的无人站。
站房内设有“驫木站 回忆笔记”。站台北部设有指示每日日落方向的“晚霞日历”与“夕阳时钟”。车站站台可以观赏夕阳落入日本海的景色而为人所知。

## 其他
- 驫木站出现在2012年春季的青春18车票宣传海报中[2][3]。海报上写有“驫木站的味道，面向日本海的小木屋站房，吸引四方旅行者的驻足”。
- “驫”字是日本站名中笔画最多的汉字。
- “驫木”的来源是周围原住民部落的名字。
- 站台上设有日出日落日历，可以得到从站房看去，落日的方向。

## 相邻车站
東日本旅客铁道
■五能线
□快速
通过
■普通
追良濑－驫木－风合濑